# Blechnum loxense
Blechnum loxense là một loài thực vật có mạch trong họ Blechnaceae. Loài này được (Kunth) Hook. ex Salomon mô tả khoa học đầu tiên năm 1883.